# Treskavica
Treskavica es una montaña en Bosnia y Herzegovina, ubicada en el municipio de Trnovo justo al sur de la ciudad de Sarajevo. Con 2088 m s. n. m., Treskavica es la más alta de las montañas que circunda Sarajevo, y sólo 300 metros más baja que la más alta montaña del país. En los días claros con buen tiempo, los escaladores pueden ver muy lejos en la distancia, hasta Montenegro y el mar Adriático.
- Datos: Q1508343
- Multimedia: Treskavica / Q1508343